# Cave (azienda)
CAVE Interactive Co., Ltd. (株式会社ケイブ?) è un'azienda produttrice di videogiochi. Fondata nel 1995 da alcuni membri della Toaplan, è nota per la serie DonPachi. Oltre a videogiochi arcade, dal 1999 Cave distribuisce titoli per smartphone, mentre dal 2009 produce videogiochi per Xbox 360.